# اگنش هرانیتسکی
اگنش هرانیتسکی (Ágnes Hranitzky) تدوین‌گر فیلم و کارگردان مجار است که برای همکاری طولانی مدت خود با همسرش بلا تار شناخته می‌شود.

## حرفهٔ فیلم
هرانیتسکی کار خود را در دهه ۱۹۷۰ به عنوان تدوین‌گر فیلم در فیلم‌های مجارستانی آغاز کرد. شروع همکاری او با بلا تار در سال ۱۹۸۱، به عنوان تدوین‌گر فیلم بیگانه است. او از آن فیلم به بعد تمام فیلم‌های بلا تار را تدوین کرده‌است.
در سال ۲۰۰۰، با فیلم هارمونی‌های ورکمایستر هرانیتسکی به عنوان دستیار کارگردان فیلم‌های بلا تار با او همکاری کرد. اعتبار کسب‌شدهٔ بلا تار که به دلیل گرفتن برداشت‌های بلند شناخته می‌شود. برداشت‌های بلندی که هرانیتسکی را مجبور کرد به منظور کمک به بلا تار مدت زمان تولیدات را تنظیم کند، با دانستن این نکته که چگونه همه چیز در اتاق تدوین ایجاد می‌شود و چگونه با دیگر موارد هماهنگ می‌شود.
او در فیلم مردی از لندن در سال ۲۰۰۷ دستیار کارگردان بلا تار بود. این فیلم نخستین بار در بخش رقابتی جشنواره فیلم کن سال ۲۰۰۷ اکران شد.در سال ۲۰۱۱ او دوباره در فیلم اسب تورین به عنوان دستیار کارگردان با بلا تار همکاری کرد. این فیلم در سال ۲۰۱۱ برای اولین بار در شصت و یکمین جشنواره بین‌المللی فیلم برلین پخش شد، و جایزه بزرگ هیئت داوران را کسب کرد.

## زندگی شخصی
هرانیتسکی با بلا تار ازدواج کرده‌است و از سال ۱۹۸۷ که او را ملاقات کرد، با او بوده‌است.